# 未熟児無呼吸発作
未熟児無呼吸発作（みじゅくじむこきゅうほっさ、Apnea of prematurity）は早産児の障害であり、20秒以上続く呼吸停止または低酸素もしくは徐脈を伴う呼吸停止と定義される。
未熟児無呼吸発作は、しばしば早産（より早い出生時在胎週数）と関連している。無呼吸は閉塞性、中枢性、混合性のいずれかに分類される。閉塞性無呼吸は、乳児の頚部が過屈曲していたり、逆に過伸展していたりする場合に起こることがある。また、咽頭筋緊張の低下や軟部組織の炎症が原因で、咽頭や声帯を通過する空気の流れが阻害される場合もある。中枢性無呼吸は、呼吸努力の欠如によって起こる。これは中枢神経系の未熟性、または薬剤や病気の影響から生じることがある。未熟児無呼吸発作のエピソードの多くは、閉塞性または中枢性のいずれかとして始まり、混合性に至る。
早産児の50％以上が未熟児無呼吸発作を呈すると推定される。超低出生体重児は、未熟児無呼吸発作を呈する危険性が100％に近い。ほとんどの早産児は、中枢性無呼吸を呈する。
未熟児無呼吸発作は、未熟児網膜症を含む慢性的な健康状態のリスクを増加させ、乳児の神経発達に問題が生じるリスクを増加させる。無呼吸が60秒以上続くと、死亡または障害を引き起こす可能性がある

## 病態生理
換気ドライブは主に高CO2血症とアシデミアに依存しており、低酸素によっても刺激される。早産児ではこれらの変化を感知する脳の特殊領域が未熟なため、これらの刺激に対する反応が障害される。加えて、早産児は喉頭刺激（保護措置として気道を閉鎖する正常な反射）に対して過大に反応する。

## 診断
未熟児無呼吸発作は、乳児肺機能検査や無呼吸・睡眠検査によって精査する。
極早産児や超低出生体重児のほぼ全例に発生すると報告されている。

## 治療

### 薬物治療
キサンチン製剤（テオフィリンまたはカフェイン）は、未熟児無呼吸症候群の治療に30年近く使用されてきた.。これらの薬剤は、早産児の換気ドライブを刺激し、横隔膜筋の活動を高め、気管支拡張に役立つと考えられている。これらの薬剤が早産児の人工呼吸の必要性を減少させるといういくつかの証拠がある。どのタイプのキサンチン製剤が早産児により効果的であるかを決定する明確な証拠はない。この治療法の長期的な効果についても十分な研究がなされていない。